# Dury (Somme)
Dury település Franciaországban, Somme megyében. Lakosainak száma 1448 fő (2022. január 1.). Dury Amiens, Hébécourt, Saint-Fuscien, Saleux, Salouël és Vers-sur-Selle községekkel határos.

## Népesség
A település népességének változása:
| Lakosok száma | 1229 | 1302 | 1427 | 1430 | 1459 | 1464 | 1452 | 1455 | 1448 |
|               | 2013 | 2015 | 2016 | 2017 | 2018 | 2019 | 2020 | 2021 | 2022 |